# 邓岳章
邓岳章 (1997年6月5日- ) 是一位中国男歌手和音樂製作人，广州秀叹文化创立者。出生于广西横县，毕业于广东舞蹈戏剧职业学院声乐系。以抒情的城市流行风格粵語歌曲在抖音等新媒体平台上受到了欢迎。作品有《魔鬼邂逅》、《散席》、《情意结》、《不做情人》等等。

## 履历
2013年，邓岳章参加第九届世界华人青少年声乐赛，获得银奖。
2015年，邓岳章获佛山政府办大家FUN乐唱总决赛第四名。
2016年，参加中国好声音，获得南宁赛区冠军。
2017年，他作为嘉宾参加亚洲小姐总决赛。同年获得第六届西樵歌王大赛歌王。
2018年，参加了《中国新歌声》和《粵語好聲音》，获得《中国新歌声》全国城市海选广东省赛区省20强以及《粤语好声音》全球亚军。
2025年6月14日，在佛山举办「樂来岳秀」演唱会。

## 音樂作品

### 專輯
- 《不做情人》

### 單曲
| 中文名   | 所属专辑 | 演唱   | 填词      | 谱曲               | 编曲   | 发行日期      | 制作人 | 歌曲时长 | 歌曲语言 | 混音   | 监制         |
| -------- | -------- | ------ | --------- | ------------------ | ------ | ------------- | ------ | -------- | -------- | ------ | ------------ |
| 魔鬼邂逅 | -        | 邓岳章 | 飞腾      | 姜雨涵             | 王国庆 | 2022年2月16日 | 张凌妍 | 3分59秒  | 粤语     | -      | -            |
| 过分纵容 | -        | 邓岳章 | Sky、若心 | 郑文、洛斯李、若心 | 焦傲   | 2022年4月29日 | -      | -        | 粤语     | 黎小泉 | 若心、莫堂庆 |
| 不做情人 | 不做情人 | 邓岳章 | 罗白      | 姜雨涵             | 王国庆 | 2022年12月6日 | 张凌妍 | -        | 粤语     | -      | -            |
| 终生契约 | -        | 邓岳章 | 罗白      | 文夫               | 王国庆 | 2023年3月16日 | 张凌妍 | 3分26秒  | 粤语     | -      | -            |

## 延伸阅读
- 何仟仟